# Cylisticus caucasius
Cylisticus caucasius är en kräftdjursart som beskrevs av Karl Wilhelm Verhoeff 1917. Cylisticus caucasius ingår i släktet Cylisticus och familjen Cylisticidae. Inga underarter finns listade i Catalogue of Life.